# Estação Shopping (Metrô do Distrito Federal)
A Estação Shopping é uma das estações do Metrô do Distrito Federal, situada em Brasília, entre a Estação Terminal Asa Sul e a Estação Feira. Administrada pela Companhia do Metropolitano do Distrito Federal, faz parte da Linha Verde e da Linha Laranja.
Foi inaugurada em 17 de agosto de 1998. Localiza-se na Via EPIA. Atende o bairro Asa Sul, situado na região administrativa de Brasília.
A estação recebeu esse nome por estar situada próxima ao Park Shopping, um do shoppings centers mais importantes do Distrito Federal.

## Localização
Em suas imediações também localiza-se, além do Park Shopping, a Rodoviária de Brasília, inaugurada em 2010 e que recebe linhas de ônibus interestaduais.